# ریکاردیو پالاسیوس
ریکاردیو پالاسیوس (اسپانیایی: Ricardo Palacios‎؛‏۲ مارس ۱۹۴۰ – ۱۱ فوریهٔ ۲۰۱۵) بازیگر اهل اسپانیا بود.
از فیلم‌ها یا برنامه‌های تلویزیونی که وی در آن نقش داشته‌است، می‌توان به آنجا که خورشید نمی‌تابد، خوب، بد، زشت، به خاطر چند دلار بیشتر، روزی روزگاری در غرب، دکتر ژیواگو، زیبای سیاه، باد و شیر، میگل د سروانتس، و در سال سوم، او دوباره برخاست، تبار فو مانچو و زیبای سیاه اشاره کرد.